# Jørgen Marcussen
Jørgen Marcussen (Nødebo, 15 de mayo de 1950) fue un ciclista danés, que fue professional entre 1976 y 1989. En 1972, como amateur, tomó parte en los Juegos Olímpicos de Múnich. Como profesional destacan una etapa en el Giro de Italia de 1980 y la medalla de bronce en el Campeonato Mundial de Ciclismo en Ruta de 1978 en la prueba de ruta para profesionales.

## Palmarés
1973
- 3º en el Campeonato de Dinamarca de Contrarreloj

1974
- 2º en el Campeonato de Dinamarca de Contrarreloj

1975
- Gran Premio Guillermo Tell, más una etapa
- Campeonato de Dinamarca Contrarreloj

1978
- 3º en el Campeonato del Mundo en ruta

1980
- 1 etapa del Giro de Italia

1986
- Trofeo Matteotti
- 1 etapa del Post Danmark Rundt

1987
- 2º en el Campeonato de Dinamarca en Ruta

## Resultados en Grandes Vueltas y Campeonato del Mundo
| Carrera         | 1976 | 1977 | 1978 | 1979 | 1980 | 1981 | 1982 |
| --------------- | ---- | ---- | ---- | ---- | ---- | ---- | ---- |
| Giro de Italia  | 37.º | 88.º | -    | -    | 33º  | 17º  | 32.º |
| Tour de Francia | -    | -    | -    | Ab.  | -    | -    | -    |
| Vuelta a España | -    | -    | -    | -    | -    | 4º   | -    |